# György Bakos
György Bakos (Zalaegerszeg, 6 luglio 1960) è un ex ostacolista ungherese.

## Palmarès

### Europei indoor
- 2 medaglie:
  - 1 oro (Atene 1985 nei 60 m ostacoli)
  - 1 argento (Göteborg 1984 nei 60 m ostacoli)

### Giochi dell'Amicizia
- 1 medaglia:
  - 1 oro (Mosca 1984 nei 110 m ostacoli)

### Europei under 20
- 1 medaglia:
  - 1 argento (Bydgoszcz 1979 nei 110 m ostacoli)